# Comuna Bilce, Mîkolaiiv
Bilce (în ucraineană Більче) este o comună în raionul Mîkolaiiv, regiunea Liov, Ucraina, formată din satele Bilce (reședința) și Bolonea.

## Demografie
Componența lingvistică a comunei Bilce
     Ucraineană (99,46%)
     Alte limbi (0,54%)
Conform recensământului din 2001, majoritatea populației comunei Bilce era vorbitoare de ucraineană (99,46%), existând în minoritate și vorbitori de alte limbi.